# مدرسه عادلیه
مدرسه عادلیه (عربی: المدرسة العادلیة)، مدرسه تاریخی مربوط به قرن سیزدهم میلادی در دمشق، سوریه است.